# La Confession de Théodule Sabot
La Confession de Théodule Sabot est une nouvelle de Guy de Maupassant, parue en 1883.

## Historique
La Confession de Théodule Sabot est initialement publiée dans la revue Gil Blas du 9 octobre 1883, sous le pseudonyme Maufrigneuse, puis dans le recueil Toine.

## Résumé
Théodule Sabot est menuisier et libre-penseur. Il « mange » du curé tous les jours. Il a soin de travailler le dimanche et de tuer le cochon le lundi de Pâques. Son adversaire est le curé de Martinville, qui, à l’approche des élections municipales où Théodule doit se présenter, fait savoir à tout le village que le chœur de l’église doit être refait en bois, ainsi que tous les bancs de l’église. C’est une commande importante que le menuisier ne peut pas se permettre de perdre. Aussi va-t-il toute honte bue voir le prêtre. Ce dernier est prêt à lui passer commande contre deux confessions et une communion à la grande messe du dimanche.
Le lendemain, Théodule commence la confession, étant novice en la matière, le prêtre lui récite les dix commandements et Théodule doit dire s’il a failli ou non. 
Il reçoit l’absolution et obtient la commande.

## Éditions
- La Confession de Théodule Sabot, dans Maupassant, Contes et Nouvelles, tome I, texte établi et annoté par Louis Forestier, éditions Gallimard, Bibliothèque de la Pléiade, 1974  (ISBN 978 2 07 010805 3).